# Prefettura apostolica di Suixian
La prefettura apostolica di Suixian (in latino: Praefectura Apostolica Suihsienensis) è una sede della Chiesa cattolica in Cina. La sede è vacante.

## Territorio
La prefettura apostolica comprende parte della provincia cinese di Hubei.
Sede prefettizia è la città di Suixian.

## Storia
La prefettura apostolica è stata eretta il 17 giugno 1937 con la bolla Quo christiani di papa Pio XI, ricavandone il territorio dal vicariato apostolico di Hankou (oggi arcidiocesi).

## Cronotassi dei vescovi
Si omettono i periodi di sede vacante non superiori ai 2 anni o non storicamente accertati.
- Patrick Maurice Connaughton, O.F.M. † (17 giugno 1937 - 1951 deceduto)
  - Dominic Chen Te-mien, O.F.M. † (5 aprile 1951 - 1981 deceduto) (amministratore apostolico)